# Урдуліс
Урдуліс (баск. Urduliz (офіційна назва), ісп. Urdúliz) — муніципалітет в Іспанії, у складі автономної спільноти Країна Басків, у провінції Біская. Населення — 3338 осіб (2009).
Муніципалітет розташований на відстані близько 340 км на північ від Мадрида, 13 км на північ від Більбао.
На території муніципалітету розташовані такі населені пункти: (дані про населення за 2009 рік)
- Ланда: 2210 осіб
- Добаран: 81 особа
- Елорца: 802 особи
- Мендіондо: 154 особи
- Сальбідеа: 91 особа

## Демографія
Динаміка населення (INE ):

## Галерея зображень

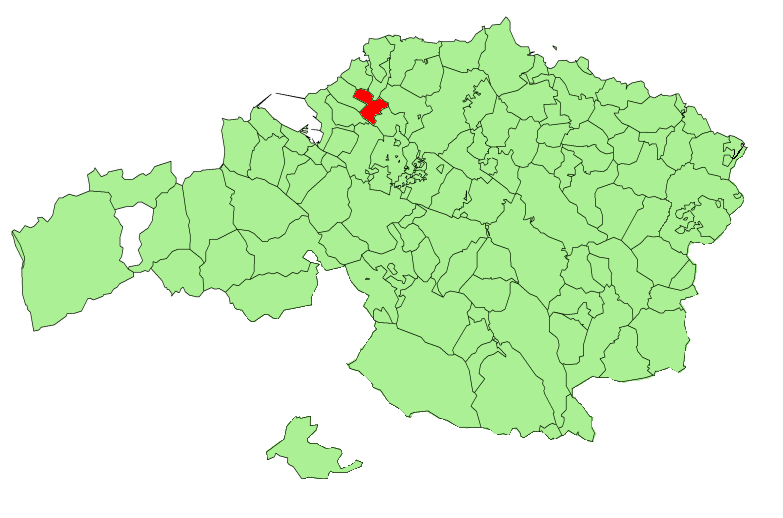
Розташування муніципалітету